# World Golf Hall of Fame

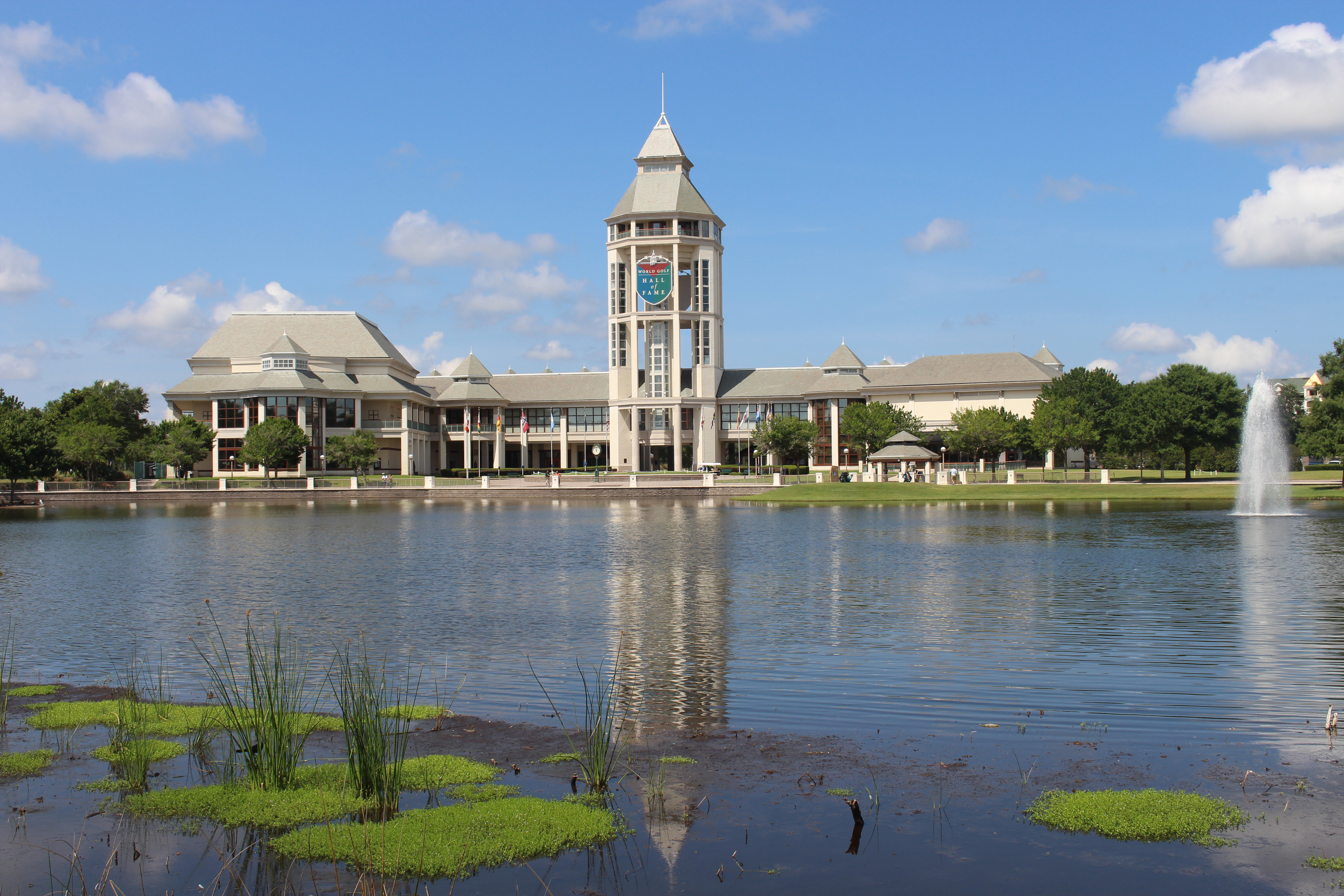
Die World Golf Hall of Fame in Florida

Die World Golf Hall of Fame ist die Ruhmeshalle des Golfsports.
Sie befindet sich in St. Augustine, Florida und ehrt, anders als bei den meisten anderen Sportruhmeshallen, Berühmtheiten beider Geschlechter. Die Kontrolle obliegt einem Konsortium von 26 Golforganisationen aus der ganzen Welt.
Das Museum beherbergt eine dauerhafte Ausstellung, die sich nicht nur mit den ausgezeichneten Golferinnen und Golfern beschäftigt, sondern auch mit der Geschichte dieses Sports. Zusätzlich gibt es wechselnde Sonderausstellungen.

## Geschichte
Die World Golf Hall of Fame war ursprünglich in Pinehurst, North Carolina beheimatet und wurde von den Eigentümern des Pinehurst Resort betreut. Die Eröffnung war im September 1974 und die Ruhmeshalle bestand aus 13 Mitgliedern. Im Jahre 1983 übernahm die PGA of America das Management und ab 1986 befand sich die World Golf Hall of Fame im Alleinbesitz der PGA.
Zwei weitere Ruhmeshallen wurden integriert – jene der PGA of America (1940 gegründet) wurde in den 1980er Jahren einbezogen, während die der Damenorganisation LPGA (1951 als Hall of Fame of Women's Golf gegründet) im Jahre 1998 einverleibt wurde.
Im Jahre 1994 errichtete die weltweite Golfindustrie eine gemeinnützige Stiftung, die World Golf Foundation, zur Förderung des Golfsports und zur Erweiterung der Ruhmeshalle. 1996 wurde mit dem Bau in St. Augustine begonnen und am 19. Mai 1998 konnte die neue Ruhmeshalle eröffnet werden.

## Mitgliederauswahl
Neben den herausragenden Golfern beiderlei Geschlechts können auch Persönlichkeiten, die sich um den Golfsport verdient gemacht haben, in die World Golf Hall of Fame aufgenommen werden. Diese sind in der Kategorie Lifetime Achievement vertreten. Bekannteste Beispiele sind Bing Crosby, Bob Hope sowie die 34. bzw. 41. Präsidenten der Vereinigten Staaten von Amerika Dwight D. Eisenhower und George H. W. Bush.

## Liste der Mitglieder der World Golf Hall of Fame
1974: Patty Berg | Walter Hagen | Ben Hogan | Robert Tyre „Bobby“ Jones, Jr. | Byron Nelson | Jack Nicklaus | Francis Ouimet | Arnold Palmer | Gary Player | Gene Sarazen | Sam Snead | Harry Vardon | Babe Zaharias
1975: Willie Anderson | Fred Corcoran | Joseph C. Dey | Chick Evans | Young Tom Morris | John H. Taylor | Glenna C. Vare | Joyce Wethered
1976: Tommy Armour | James Braid | Old Tom Morris | Jerome Travers | Mickey Wright
1977: John Ball | Herb Graffis | Sandra Haynie | Bobby Locke | Carol Mann | Donald Ross
1978: Dorothy Campbell | Billy Casper | Bing Crosby | Harold Hilton | Clifford Roberts
1979: Louise Suggs | Walter Travis
1980: Sir Henry Cotton | Lawson Little
1981: Ralph Guldahl | Lee Trevino
1982: Julius Boros | JoAnne Carner | Kathy Whitworth
1983: Jimmy Demaret | Bob Hope
1986: Cary Middlecoff
1987: Robert Trent Jones, Sr. | Nancy Lopez | Betsy Rawls
1988: Bob Harlow | Peter Thomson | Tom Watson
1989: Jim Barnes | Roberto DeVicenzo | Raymond Floyd
1990: William Cammack Campbell | Gene Littler | Paul Runyan | Horton Smith
1991: Pat Bradley
1992: Harry Cooper | Hale Irwin | Chi-Chi Rodríguez | Richard Tufts
1993: Patty Sheehan
1994: Dinah Shore
1995: Betsy King
1998: Nick Faldo | Betty Jameson | Johnny Miller
1999: Amy Alcott | Severiano Ballesteros | Lloyd Mangrum
2000: Deane Beman | Michael Bonallack | Jack Burke Jr. | Neil Coles | Beth Daniel | Juli Inkster | John Jacobs | Judy Rankin
2001: Judy Bell | Donna Caponi | Greg Norman | Allan Robertson | Karsten Solheim | Payne Stewart
2002: Tommy Bolt | Ben Crenshaw | Marlene Hagge | Tony Jacklin | Bernhard Langer | Harvey Penick
2003: Leo Diegel | Hisako „Chako“ Higuchi | Nick Price | Annika Sörenstam
2004: Isao Aoki | Tom Kite | Charlie Sifford | Marlene Stewart Streit
2005: Bernard Darwin | Alister MacKenzie | Ayako Okamoto | Willie Park Sr. | Karrie Webb
2006: Mark McCormack | Larry Nelson | Henry Picard | Vijay Singh | Marilynn Smith
2007: Joe Carr | Hubert Green | Charles Blair Macdonald | Kel Nagle | Pak Se-ri | Curtis Strange
2008: Bob Charles | Pete Dye | Denny Shute | Carol Semple Thompson | Herbert Warren Wind | Craig Wood
2009: Dwight D. Eisenhower | Christy O’Connor senior | José María Olazábal | Lanny Wadkins
2011: George H. W. Bush | Frank Chirkinian | Ernie Els | Doug Ford | Jock Hutchison | Masashi “Jumbo” Ozaki
2012: Peter Alliss | Dan Jenkins | Sandy Lyle | Phil Mickelson | Hollis Stacy
2013: Fred Couples | Colin Montgomerie | Willie Park Jr. | Ken Schofield | Ken Venturi
2015: Dame Laura Davies | Mark O’Meara | David Graham | AW Tillimghast
2017: Henry Longhurst | Davis Love III | Meg Mallon | Lorena Ochoa | Ian Woosnam.
2019: Peggy Kirk Bell | Retief Goosen | Billy Payne | Jan Stephenson | Dennis Walters.
2021: Tiger Woods